# 港湾

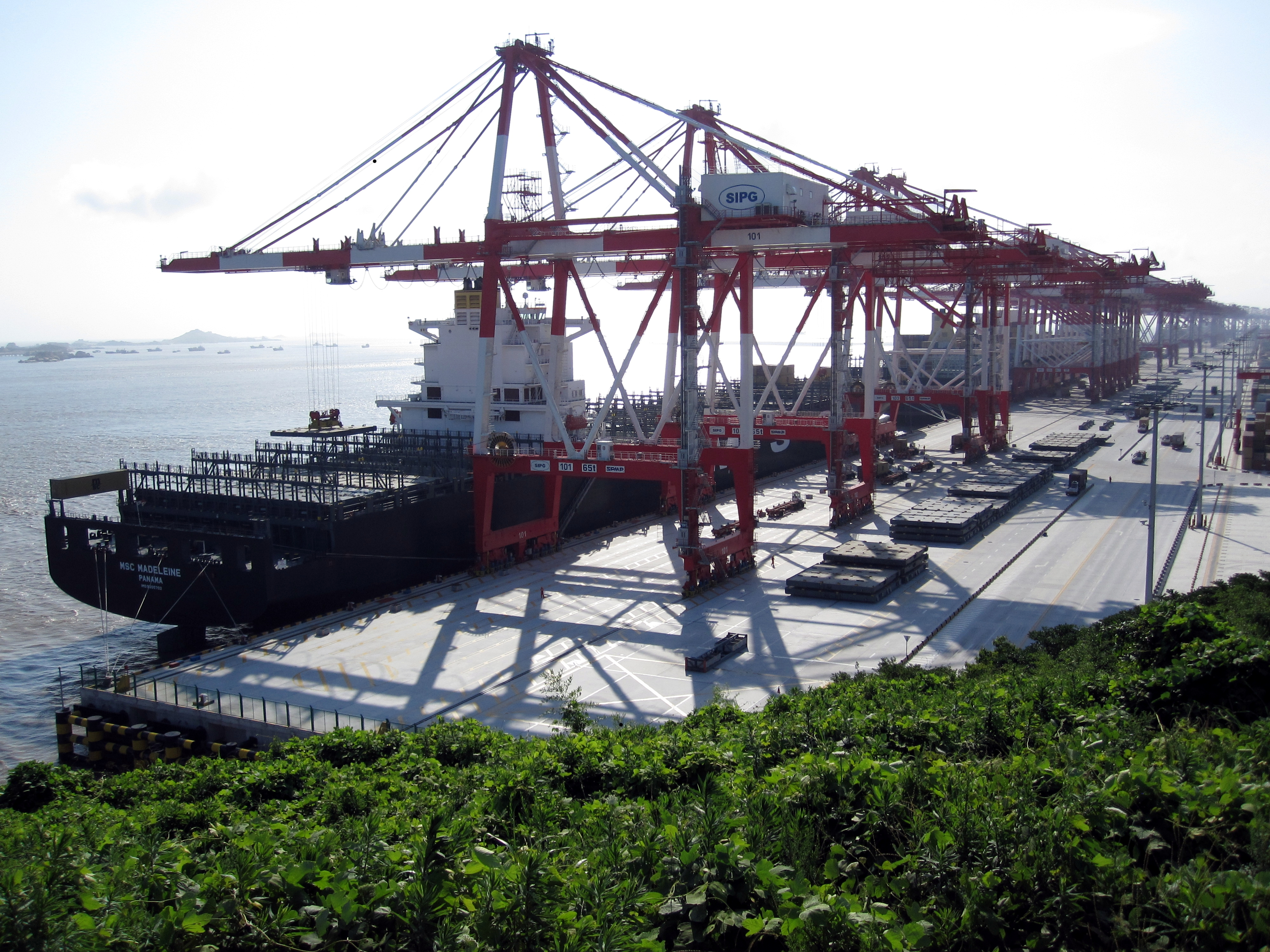
2010年以来、世界最大のコンテナ港である上海港

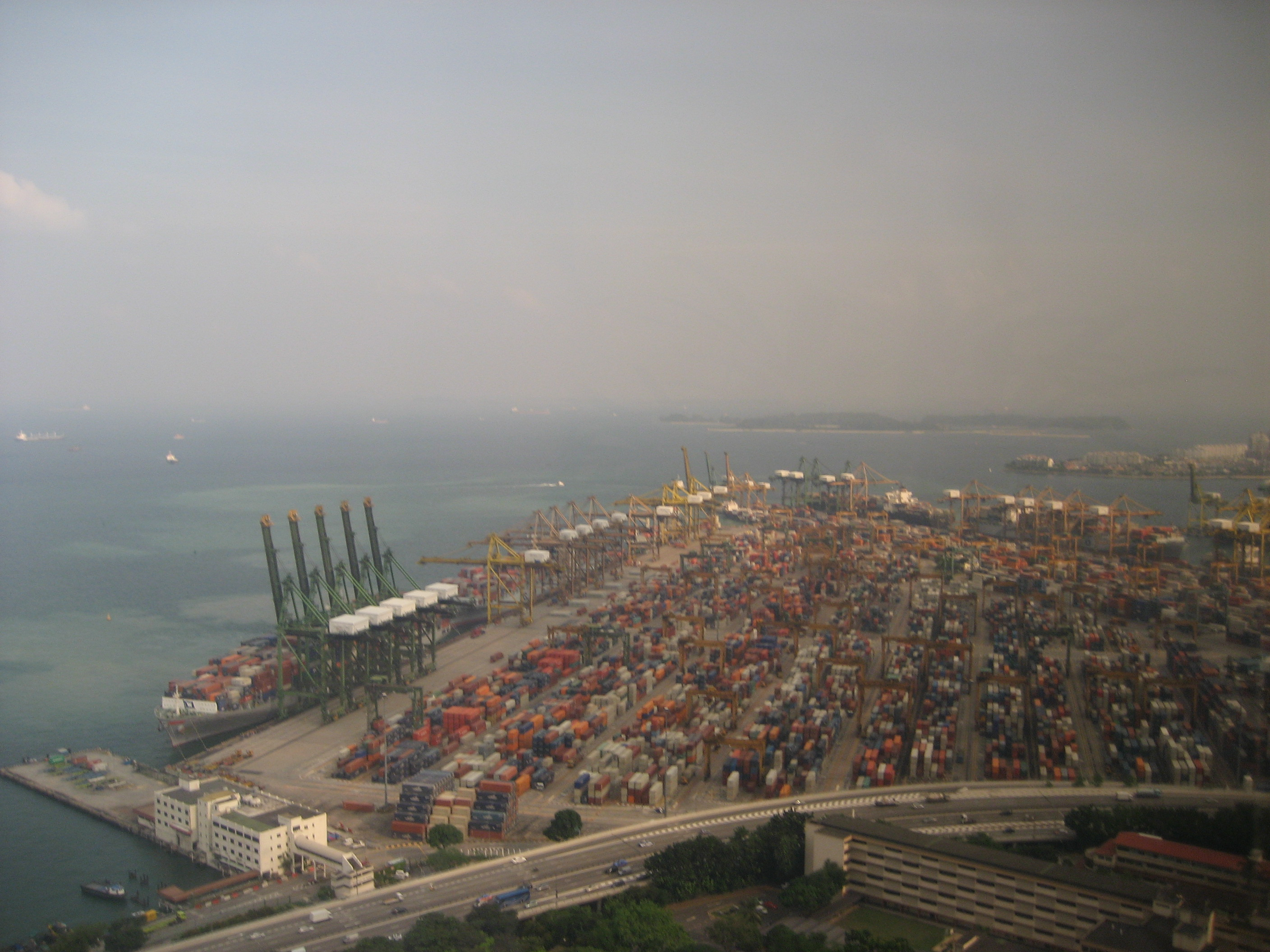
積み替え港として世界最大のシンガポール港

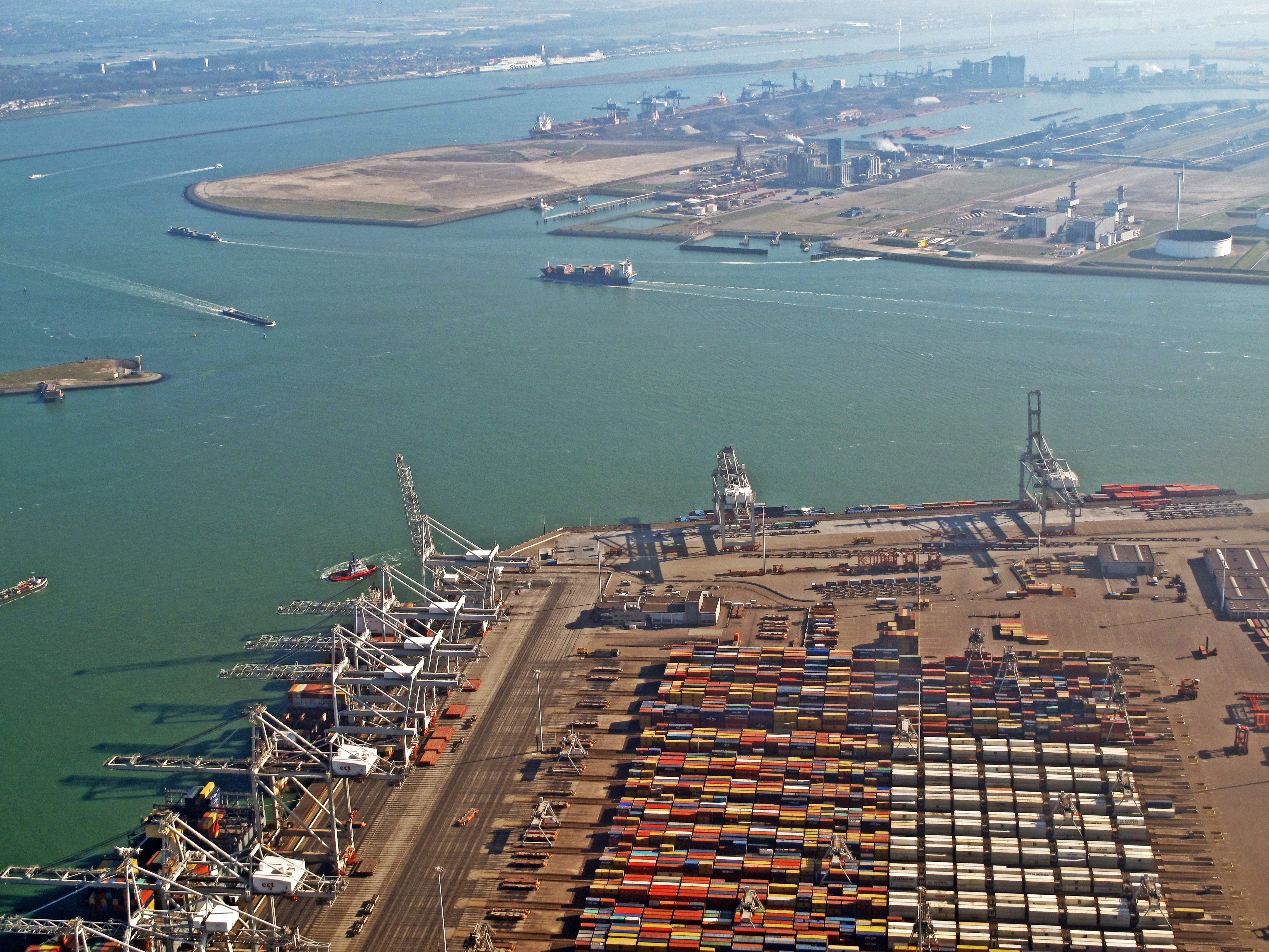
ロッテルダム港。マースフラクテ地区にあるコンテナターミナル

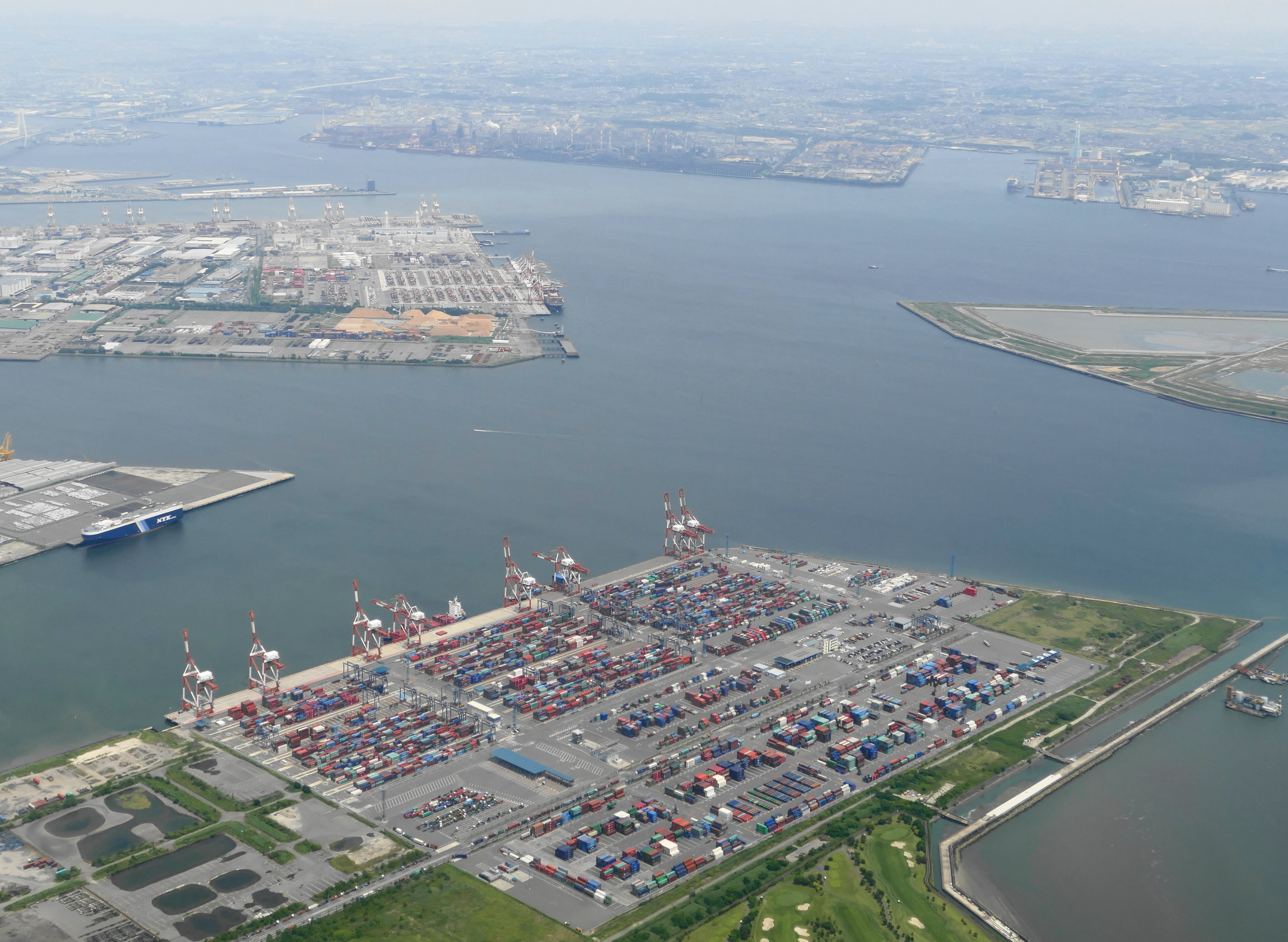
名古屋港、空から見る鍋田埠頭と飛島埠頭

港湾（こうわん、英語: harbor）は、古くは泊（とまり）などから発展した港・湊（みなと）であり、島嶼・岬などの天然の地勢や防波堤などの人工構造物によって風浪を防いで、船舶が安全に停泊し人の乗降や荷役が行える海域と陸地を指す。
水陸交通の結節点となる機能を持つ港湾には、物流・旅客輸送が円滑に行われるために各種の港湾施設が整備され、ポートオーソリティ（港務局・港湾局）・地方自治体などの組織によって管理・運営されている。

## 歴史
船の運航のために古代より、河川の河口、湾、入り江といった天然の地形が、波浪や嵐といった自然災害からの船舶の避難場所が泊となったり、補給のための飲料水や薪などの確保も必要になり、これらの条件が停泊する上では都合が良いため時代が進むにつれて、これらの場所が泊や港・湊として使われるようになり、海運の発達ともに船の規模が拡大するなど港の陸上部分に桟橋や岸壁が作られ、施設も拡充され、防波堤などの突堤も突き出すようになる。
現代では税関や検疫所、出入国管理所が設けられ、旅客船の増加と規模の拡大に応じて旅客施設が作られた。貨物荷役の便益のために桟橋上や岸壁横には上屋が多く建てられ、陸上輸送との接続地点として道路や鉄道が港に接続されるようになった。
交通の要所となると他国・他地域との文化的な玄関口となると共に、商業活動によって経済的な発展を遂げて港湾都市として繁栄するようになり、ますます港湾機能の充実が図られた。埋め立て、陸地の掘り込み、浚渫などによってそれまでの港湾の規模を拡大することも行われた。また、天然の良港として長い時間をかけて発展してきた港とは別に、人間活動の要請に応じて、新たな港が作られるようになった。鉄鋼業や石油化学工業の発展によって専用の貨物船に対応した工業港が作られ、専用ターミナルとして発展して行った。
貨物船はしだいに大きくなり、港での荷役に数日が掛かるようになったため、港外で桟橋や岸壁の空きを待つ「滞船」（たいせん）が起きるようになった。また、大型貨物船が直接接舷できない多くの港では、沖仲仕（おきなかし）が湾外で停泊する貨物船と陸の間を艀（はしけ）に貨物を積み替えることで荷役を行うなど、非常に非効率であった。
コンテナ船の登場で港での荷役作業は効率化されたが、同時に港の荷役設備は更新を迫られた。コンテナ船の巨大化に応じて浚渫やクレーンの大型化が図られ、コンテナターミナルとして発展していった。21世紀に入ると国際貨物コンテナを扱う港は、ハブ港とフィーダー港に峻別される傾向が鮮明になってきた。

## 機能
島・岬や湾入などにより遮蔽された地形は、しばしば天然の良港と呼ばれる。近代に入ってからは、防波堤・岸壁といった構造物や掘り込み式港湾などの建設技術が著しく向上し、天然の地形に恵まれない場所でも大規模な港湾が造られている。英語の"Harbour"は、古英語の軍隊 "here" をかくまう "beorg" という意味合いに由来を持ち、船舶が安全に停泊できる港という避難港的な意味合いが強い。そしてそれは、港湾として求められる最も重要な機能でもある。
旅客の乗降や貨物の荷役・保管といった水陸輸送の転換機能、すなわち、ターミナル機能も港湾の重要な機能である。そのため、港湾には船舶の係留のみならず、貨物の荷さばきと保管、旅客の乗降、港湾から後背地への陸上輸送などを行うための施設が整備されている。英語"port"の語源は、古代ローマのラテン語の「運ぶ」を意味する"portare"である。そして運び入れたり運び出す場所をport（門）と呼ぶようになり、都市・国家間の輸送の門である港湾の意味に転じた。すなわち、port には水陸輸送の転換場所という意味合いが強い。
これらの他の港湾の機能としては船舶へ水・燃料・食糧・船用品などを補給する運航援助機能などがある。

## 分類

### 主要な分類
港湾は機能・用途・運営主体・規模・法令などによって分類することができる。代表的な分類としては、用途による分類がある。港湾の用途に応じた分類であるが、出入港する船舶種類に応じた分類であるとも言える。用途による分類の概略を以下に示す。
| 種類       | 内容                                               | 主な入港船舶                         |
| ---------- | -------------------------------------------------- | ------------------------------------ |
| 商港       | 外国貿易・内国貿易による貨物取扱いを主とする港湾   | 貨物船、コンテナ船など               |
| 工業港     | 工業地域に接し原料や工業製品の取扱いを主とする港湾 | タンカー、原料輸送船など             |
| 漁港       | 水産物の取扱いを主とする港湾                       | 漁船など                             |
| フェリー港 | 車両・旅客を運送するフェリーが出入港する港湾       | フェリー                             |
| マリーナ   | 趣味・娯楽・観光目的の船舶が停泊・発着する港湾     | ヨット、プレジャーボート、遊覧船など |
| 軍港       | 軍事的な性格を持った港湾                           | 軍艦など                             |
| 避難港     | 小型船舶が強い風浪から避難するための港湾           | 小型船舶など                         |

また、港湾の立地・地形に着目した分類もある。港湾の多くは海洋に面している海港・沿岸港であるが、河口や河川・湖に建設された港湾も少なくない。概略は以下のとおり。
| 種類         | 内容               | 港の例 |
| ------------ | ------------------ | --- |
| 海港・沿岸港 | 海洋に面した港湾   | 多数 |
| 河口港       | 河口に位置する港湾 | ルアーブル港、水島港、新潟港 |
| 河川港・河港 | 河川に面した港湾   | ロッテルダム港、ロンドン港、旧伏見港、上海港、ハンブルク港、デュースブルク港、ベオグラード港、モントリオール港、ニューヨーク港、ニューオーリンズ港、ブエノスアイレス港 |
| 湖港         | 湖に面した港湾     | シカゴ港、ジュネーヴ港、バクー港、大津港、土浦港、米子港、長浜港、ダルース港                                                                                           |

多くの河川が航行に利用され、運河も発達している欧米では、海を航行する船が直接入港する港を港（海港）、河川や運河を航行する船が入る港を内陸港湾（Inland port）と呼んで区別している。この区分によると、たとえば海を航行する船が入港しているハンブルク港は、エルベ川の河口から約100km上流に位置しているが「内陸港湾」ではない。
以上のほか、天然の地勢に恵まれた「天然港」と、海浜掘込など人為的に建設された「人工港」という建設方法による分類、高緯度地域において冬季でも暖流などによって凍結することのない不凍港の分類などがある。

### 日本における分類
日本においては、いくつかの港湾関係法令が制定されており、それぞれの法令目的に従って港湾分類がなされている。
港湾の管理・建設を目的とした港湾法においては、次のような港湾区分を設けている。
| 区分             | 概要                                                                         |
| ---------------- | ---------------------------------------------------------------------------- |
| 国際戦略港湾     | 重要港湾の中でも東アジアのハブ化目標とする港湾                               |
| 国際拠点港湾     | 重要港湾の中でも国際海上輸送網の拠点として特に重要な港湾                     |
| 重点港湾         | 重要港湾のうち国が重点して整備・維持する港湾                                 |
| 重要港湾         | 国際海上輸送網または国内海上輸送網の拠点となる港湾で今後も国が整備を行う港湾 |
| その他の重要港湾 | 国際海上輸送網または国内海上輸送網の拠点となる港湾など                       |
| 地方港湾         | 重要港湾以外で地方の利害にかかる港湾                                         |
| 56条港湾         | 港湾区域の定めがなく都道府県知事が港湾法第56条に基づいて公告した水域         |
| 避難港           | 小型船舶が荒天・風浪を避けて停泊するための港湾                               |

旧運輸省（現国土交通省が1995年に策定した港湾政策「大交流時代を支える港湾」に明記された通称で、次のような港湾区分を設けていた。
| 区分             | 概要                                   |
| ---------------- | -------------------------------------- |
| スーパー中枢港湾 | 国家的見地でみた日本のコンテナ重要港湾 |
| 中枢国際港湾     | 日本の中枢的な国際コンテナ港湾         |
| 中核国際港湾     | 国際海上コンテナターミナルを有する港湾 |

※スーパー中枢港湾の政令上の呼び名は「指定特定重要港湾」。
※スーパー中枢港湾は、東京港・横浜港・名古屋港・四日市港・大阪港・神戸港が指定されていた。
水産業の発展を図り、漁港漁場の整備の推進を目的とした漁港漁場整備法における漁港に関する区分がなされている。行政においては、港湾は港湾法に基づく港（国土交通省所管）、漁港は漁港漁場整備法に基づく港（農林水産省所管）として明確に区別されている。
港内における船舶交通安全の確保を目的とした港則法は、喫水の深い船舶・外国船舶が常時出入りできる港を特定港として分類しているほか、港則法を適用する港を港則法適用港（港則法施行令別表第1）としている。
貨物の輸出入の手続きについて定める関税法においては、外国船舶が寄港できる開港とそうでない不開港を区分している。その他、検疫法、港湾運送事業法、出入国管理及び難民認定法（入国管理法）などの法令による港湾分類がある。

## 管理・運営

### 港湾管理者
港湾を管理・運営している主体、すなわち港湾管理者には、ポートオーソリティ（港務局）・地方自治体などがある。
ポートオーソリティとは、公営企業の形態をとった港湾管理組織であり、独立採算によって港湾および港湾隣接区域の運営を行うもので、主にヨーロッパ・北米で広く普及している。日本では第2次世界大戦後、占領軍が港湾管理運営主体の民主化を狙いにポートオーソリティ制度の導入を勧告。1950年公布の港湾法に同制度をそのまま移植し、その和訳である港務局制度が港湾管理者制度の柱として確立された。しかし港務局は終戦直後の財政的な制約もあって日本においては普及せず、大半の港湾が都府県、政令指定都市などの地方公共団体単独管理となった。現在港務局が港湾管理者を務める日本港湾は新居浜港のみである（※ポート・オーソリティ内「日本への影響」項も参照のこと）。

### 関係機関
港湾に関わる公的な機関には、港湾管理者のほか港長・沿岸警備隊・税関・検疫所・出入国管理機関などがある。
港長は、港湾内の水域における船舶の安全な航行・停泊・荷役などを司る職である。港長のもとでこれらの任務に当たるのは沿岸警備隊（日本では海上保安庁）であることが多い。税関は、港湾を通じて輸出入する貨物・物資を検査し、関税の課税・徴収を行う機関である。このほか、密輸取締りなども税関の業務である。検疫所は、外国から国内に伝染病の病原菌が侵入するのを防ぐ機関であり、外国から来た船舶は、検疫所の検疫が完了するまで人の上陸・貨物の陸揚げを行うことができない。国・地域により異なるが検疫所には動物検疫所・植物防疫所などがある。また、出入国管理機関も港湾に関係する機関である。多くの国・地域で、港湾を通じた出入国を公正に管理するために設置されている。

### 関係事業者
港湾に関わる事業者には、船舶代理店、通関業者、港湾運送事業者（港湾荷役事業者、はしけ運送事業者、検数事業者、検定事業者など）、水先人、曳船業者（タグボート）などがある。
ターミナルオペレーター
ガントリークレーンなど多大な設備投資を必要とし、コンテナ船の利用に供されるコンテナターミナルは、特定の船会社が定期的に利用する特性を有するため、受益者となる船会社・港湾運送事業者が施設を港湾管理者などから一体的に借り受け、自らも投資しながら運営する形態が一般的である。コンテナターミナルの運営業務を担う事業者はターミナルオペレーターと呼ばれ、特に国際海上コンテナ輸送の大規模化に伴い世界規模で急成長した巨大会社をメガターミナルオペレーターという。
シップチャンドラー
港に停泊する船舶に、食料、日用品、船具や船舶機械を販売して納める業者は「シップチャンドラー」（船舶納入業者）と呼ばれ、国際航路の船には国内税を掛けずに食料や酒類を販売できるため、免税販売の免許を取得している。
給油
多くの港では小型タンカーにも似た、「給油船」と呼ばれる船が接舷し、ホースを繋いで主機械用の重油や軽油の供給を行う。この他、専用の給油施設を備える港もあれば、タンクローリーによって行う港もある。
給水
給油と同様に「給水船」が接舷して、飲料用水や造水機を持たない小型船のボイラー用の清浄水を供給する。

### 港湾運営の民営化
2011年現在、国土交通省は港湾法を改正して、港湾運営会社を設立できるようにし、民間の経営手法を導入して、独自に資金調達や岸壁使用料の設定やポートセールスができるようにすることを検討している。対象は、特定重要港湾の23港とされる。
（参考）港湾法及び特定外貿埠頭の管理運営に関する法律の一部を改正する法律案について - 国土交通省平成23年2月4日

## 構成・施設

### 港湾の構成
港湾は水域と陸域に二分される。国・地域によって異なるが、水域部分については一定の区域を港湾区域として定め、陸域部分についても臨港地区として指定することが一般的である。陸域における臨港地区は商港区・工業港区・鉄道連絡港区・漁港区・保安港区などに区分され、港湾機能の有効な発揮が図られている。
また、港湾の一定の区域を埠頭という。埠頭は、岸壁・荷さばき地・荷役機械・上屋・臨港道路・臨港鉄道など、その区域内の港湾施設を総称したものであり、港湾機能の中枢をなす（→詳細は埠頭を参照）。

### 港湾施設
水域・陸域それぞれに各種の港湾施設が整備されている。主要な港湾施設は下表のように区分されている（→詳細は各項目を参照）。
| 区分           | 施設の例                                                       |
| -------------- | -------------------------------------------------------------- |
| 水域施設       | 航路、泊地および船だまり                                       |
| 外郭施設       | 防波堤、防潮堤、防砂堤、導流堤、堤防など                       |
| 係留施設       | 岸壁、物揚場、係船浮標、桟橋、浮桟橋など                       |
| 臨港交通施設   | 臨港道路、臨港鉄道、運河など                                   |
| 荷さばき施設   | ガントリークレーン、アンローダー、荷役機械、上屋など           |
| 旅客施設       | 旅客乗降用施設、旅客ターミナルなど                             |
| 保管施設       | 倉庫、野積場、貯木場、コンテナターミナル（コンテナヤード）など |
| 船舶役務用施設 | 給水施設、給油施設など                                         |
| 航行援助施設   | 灯台、灯浮標                                                   |

## 世界の主要港湾

### アフリカ
アフリカ最大の港湾は、エジプトのポートサイドである。

### アジア
上海港は、載貨トン数及び活動において世界最大の港湾である。2009年及び2010年、同港は載荷トン数及びコンテナ取扱量で世界最大の港湾の地位を取り戻した。同港の後には、いずれもシンガポール港及び香港港や釜山港が続く。

### ヨーロッパ
コンテナ取扱量及び載貨トン数でヨーロッパ最大の港湾は、第2位に大差をつけてオランダのロッテルダム港である。同港の後には、測定基準に応じ、アントワープ港又はハンブルク港が続く。

### 北アメリカ
北アメリカ各国の最大の港湾としては、アメリカ合衆国ではロサンゼルス港及びサウスルイジアナ港、メキシコではマンザニーロ港、カナダではバンクーバー港が挙げられる。パナマには太平洋及び大西洋を結ぶパナマ運河があり、貿易の肝要なルートとなっている。

### オセアニア
オーストラリア最大の港湾は、メルボルン港である。

### 南アメリカ
南アメリカ最大の港湾は、ブラジルのサントス港である。